# Newcombia philippiana
Newcombia philippiana је пуж из реда Stylommatophora и фамилије Achatinellidae. 

## Угроженост
Ова врста је изумрла, што значи да нису познати живи примерци.

## Распрострањење
Пре изумирања, само Хаваји (САД).

## Станиште
Врста Newcombia philippiana има станиште на копну.